# Muscle car
Muscle cars (с англ. — «мускулистые автомобили» (маслкары), от англ. muscle, [ˈmʌsəl] — «мышцы», «мускулы») — класс автомобилей, существовавший в США с середины 1960-х по середину 1970-х годов.

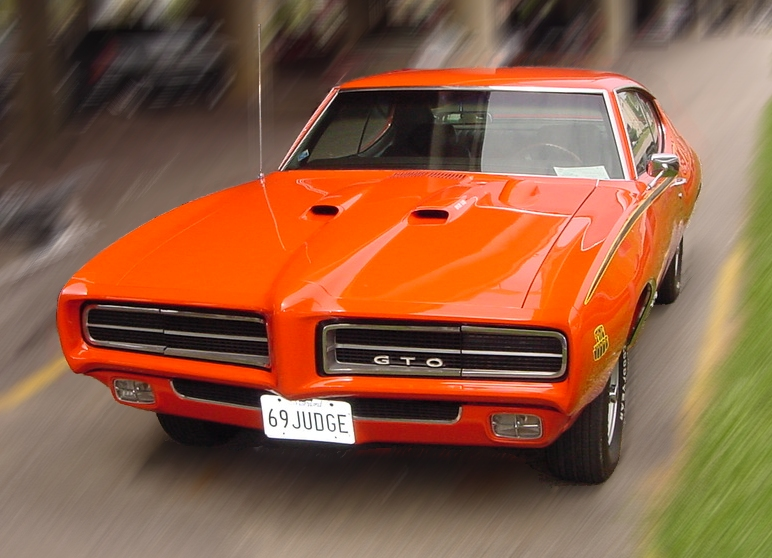
Pontiac GTO (1969)

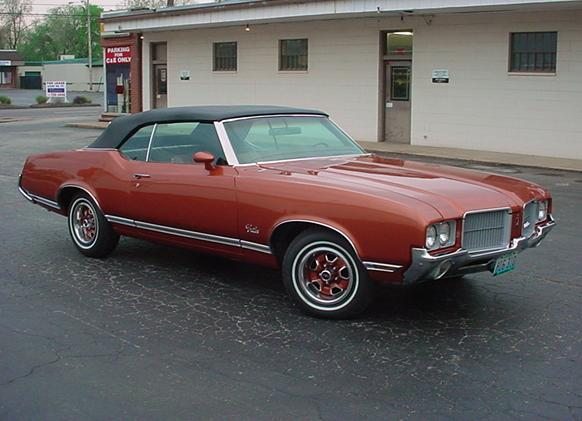
Oldsmobile Cutlass (1971)

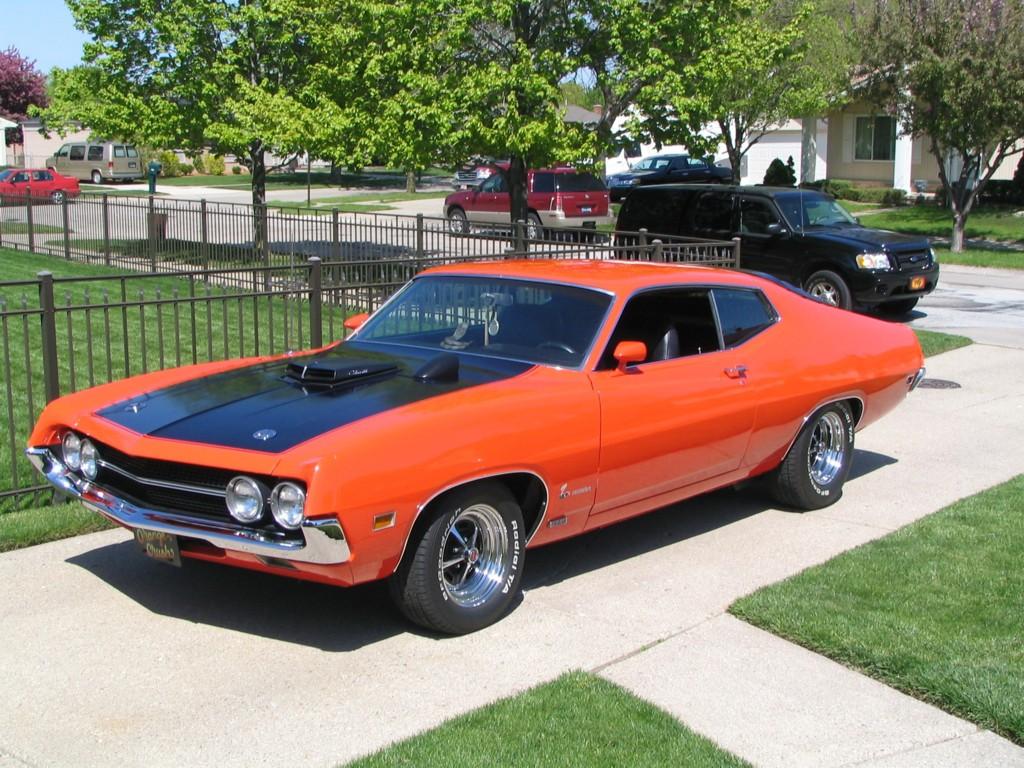
Ford Torino Cobra (1970)

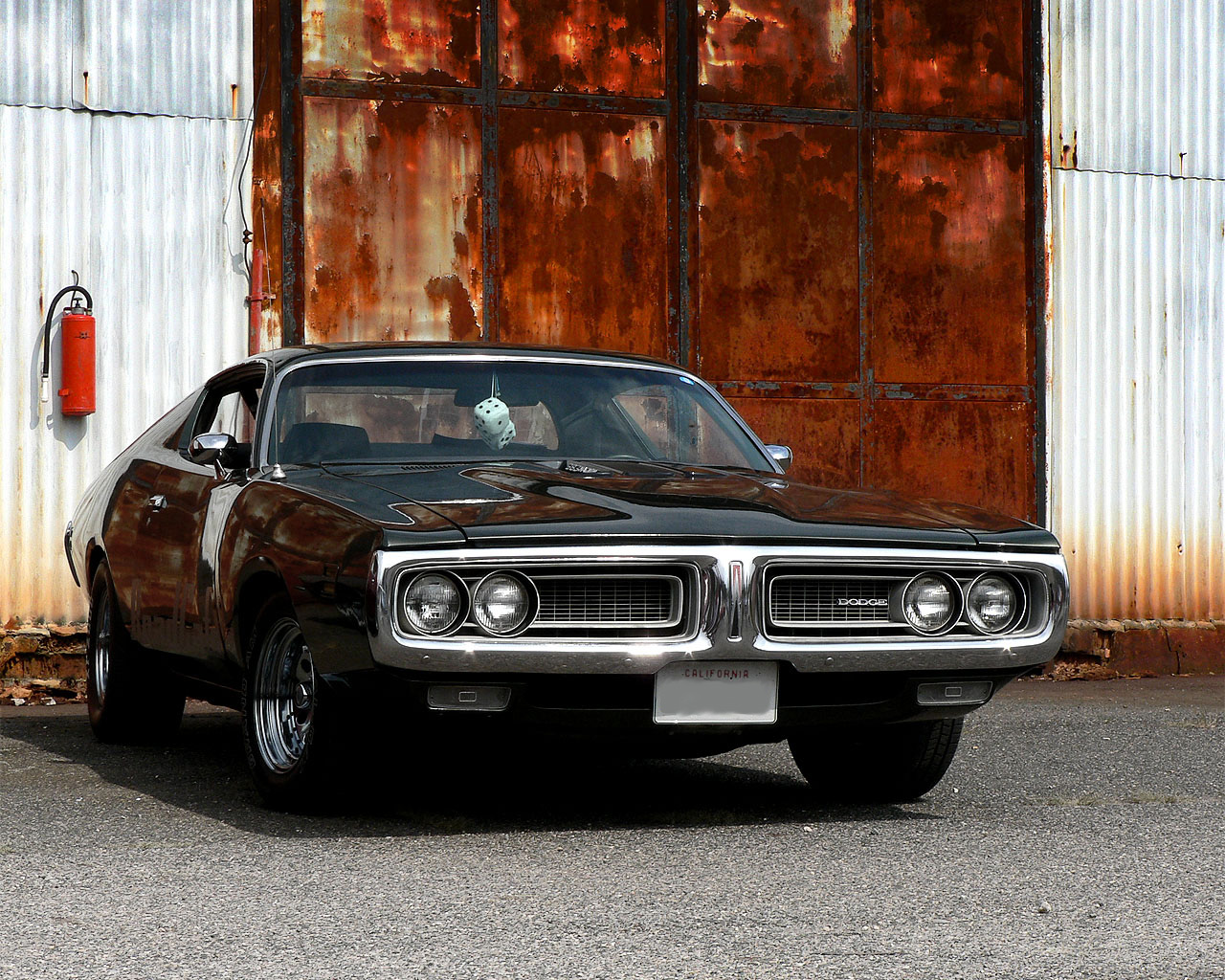
Dodge Charger (1971)

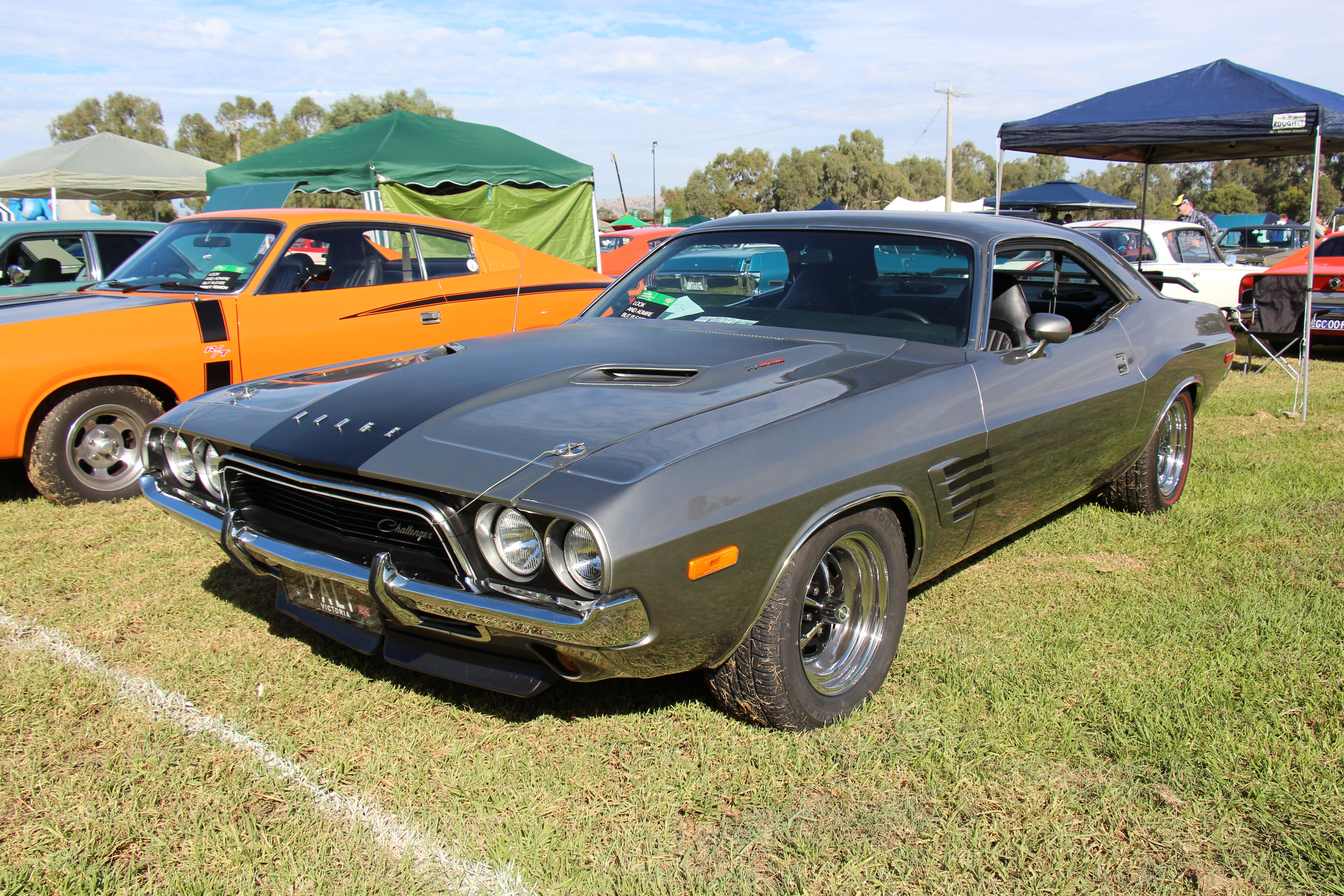
Dodge Challenger (1972)

Они были известны своей повышенной мощностью при низкой стоимости, в сравнении с другими спортивными автомобилями. Отличительной чертой маслкаров являлся двигатель V8, расположенный в передней части автомобиля, и задний привод. Они обычно были двухдверными седанами или купе и могли развивать высокие скорости на прямых участках дороги. Некоторые из наиболее известных маслкаров: Ford Mustang, Pontiac GTO, Dodge Charger, Dodge Challenger, Plymouth Barracuda, Ford Torino.
По состоянию на 2025 год маслкары с двигателями V8 продолжают производить, в частности Ford .

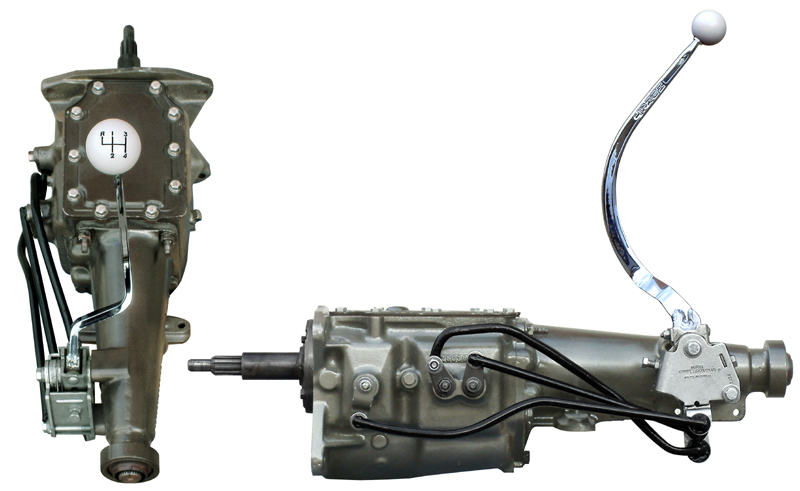
Спортивная коробка передач Ford Toploader

## Современные маслкары
В 2008 году компания Chrysler перезапустила Dodge Challenger, который вернулся к дизайну оригинального Challenger 1970-х годов. По заявлению директора компании Chrysler, новый автомобиль представлял собой «современный взгляд на самые знаменитые маслкары прошлого». В 2023 году производство Dodge Challenger с двигателем внутреннего сгорания было прекращено. 